# Deutsche Tourenwagen Masters

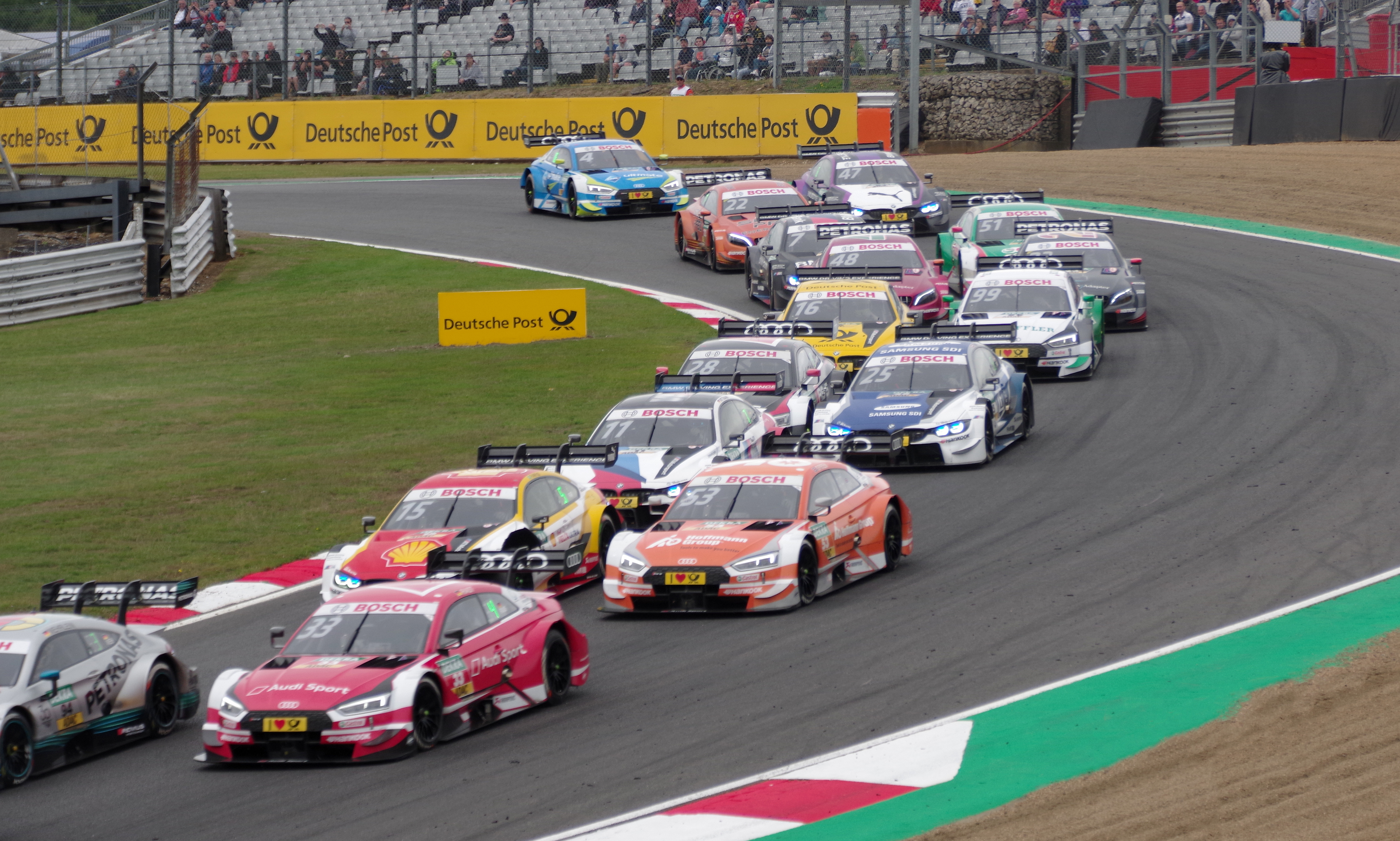
Corrida da DTM em 2018.

Deutsche Tourenwagen Masters mais conhecida como DTM, antigamente conhecida como Deutsche Tourenwagen Meisterschaft, é uma categoria de corrida de carros de turismo baseada na Alemanha. Atualmente é disputada apenas pelas montadoras Audi, BMW, Ferrari, Lamborghini, McLaren e Mercedes-Benz.

## História

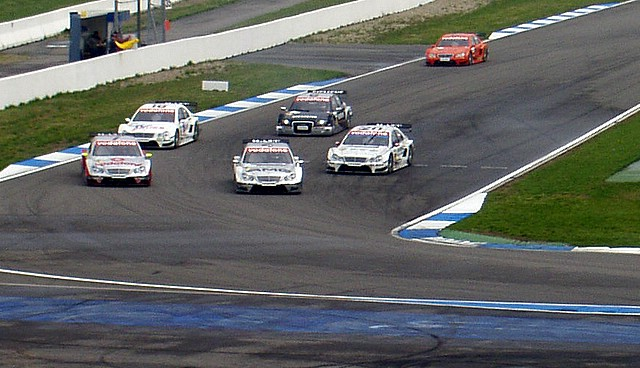
Corrida do DTM em 2005.

A antiga DTM (Deutsche Tourenwagen Meisterschaft) foi disputada entre os anos de 1984 e 1996, encerrou suas atividades devido aos altos custos e tentativa frustrada de internacionalização da categoria.
A nova DTM surgiu em 2000 com um carro da Opel baseado no que foi disputado nas 24 Horas de Nürburgring de 1999, com formato de campeonato semelhante ao do ano de 1995, ao contrário da anterior, os carros da nova categoria seriam baseados em coupés de 2 portas, a Opel usou o Astra, a Mercedes-Benz usou o Classe CLK e a Audi no TT.
A Opel saiu da categoria em 2006, durante os anos seguintes a categoria passou por modificações visando redução de custos, a BMW voltou para a DTM em 2012, em 2019 a categoria passou a utilizar as mesmas especificações da Super GT do Japão por dois anos. Em 2021 passou a usar especificações do Grupo GT3 (FIA).

## Participantes 2014
| Marca         | Carro                | Equipa                                     | Nº | Pilotos           |
| ------------- | -------------------- | ------------------------------------------ | -- | ----------------- |
| Mercedes-Benz | Mercedes-AMG C63 DTM | Mercedes-AMG Motorsport Mercedes Me        | 2  | Gary Paffett      |
| Mercedes-Benz | Mercedes-AMG C63 DTM | Mercedes-AMG Motorsport Mercedes Me        | 6  | Robert Wickens    |
| Mercedes-Benz | Mercedes-AMG C63 DTM | Mercedes-AMG Motorsport SILBERPFEIL Energy | 3  | Paul di Resta     |
| Mercedes-Benz | Mercedes-AMG C63 DTM | Mercedes-AMG Motorsport SILBERPFEIL Energy | 63 | Maro Engel        |
| Mercedes-Benz | Mercedes-AMG C63 DTM | Mercedes-AMG Motorsport BWT                | 22 | Lucas Auer        |
| Mercedes-Benz | Mercedes-AMG C63 DTM | Mercedes-AMG Motorsport BWT                | 48 | Edoardo Mortara   |
| Audi          | Audi RS5 DTM         | Audi Sport Team Abt Sportsline             | 5  | Mattias Ekström   |
| Audi          | Audi RS5 DTM         | Audi Sport Team Abt Sportsline             | 51 | Nico Müller       |
| Audi          | Audi RS5 DTM         | Team Rosberg                               | 33 | René Rast         |
| Audi          | Audi RS5 DTM         | Team Rosberg                               | 53 | Jamie Green       |
| Audi          | Audi RS5 DTM         | Team Phoenix                               | 77 | Loïc Duval        |
| Audi          | Audi RS5 DTM         | Team Phoenix                               | 99 | Mike Rockenfeller |
| BMW           | BMW M4 DTM           | BMW Team RBM                               | 7  | Bruno Spengler    |
| BMW           | BMW M4 DTM           | BMW Team RBM                               | 31 | Tom Blomqvist     |
| BMW           | BMW M4 DTM           | BMW Team RBM                               | 36 | Maxime Martin     |
| BMW           | BMW M4 DTM           | BMW Team RMG                               | 11 | Marco Wittmann    |
| BMW           | BMW M4 DTM           | BMW Team RMG                               | 15 | Augusto Farfus    |
| BMW           | BMW M4 DTM           | BMW Team RMG                               | 16 | Timo Glock        |

## Lista de campeões

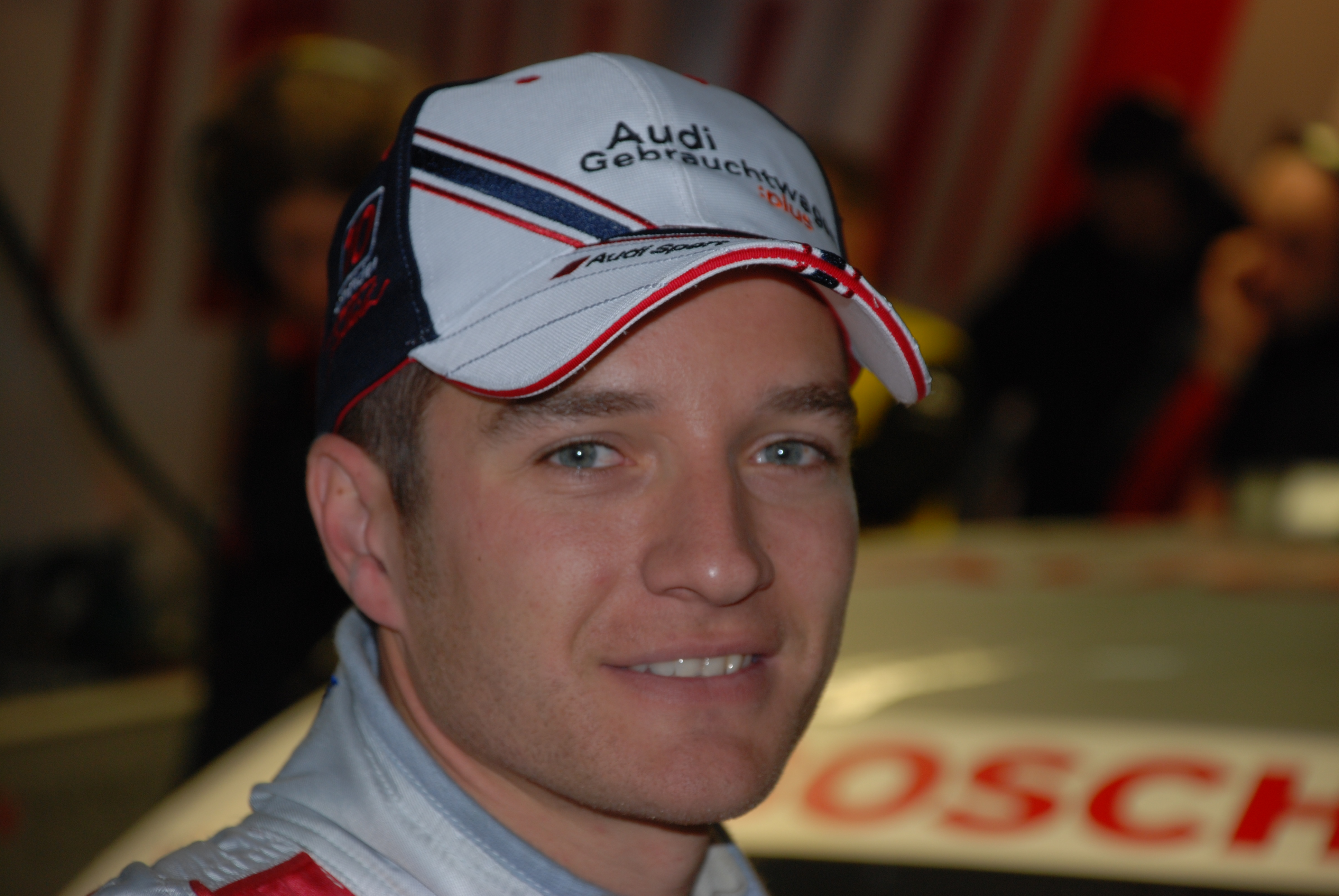
Timo Scheider, campeão das temporadas 2008 e 2009 da DTM.

| Ano  | 1º                                       | 2º                                    | 3º                                       |
| ---- | ---------------------------------------- | ------------------------------------- | ---------------------------------------- |
| 2020 | René Rast Audi RS5 DTM                   | Nico Müller Audi RS5 DTM              | Robin Frijns Audi RS5 DTM                |
| 2019 | René Rast Audi RS5 DTM                   | Nico Müller Audi RS5 DTM              | Marco Wittmann BMW M4 DTM                |
| 2018 | Gary Paffett Mercedes-Benz C-Klasse      | René Rast Audi RS5 DTM                | Paul di Resta Mercedes-Benz C-Klasse     |
| 2017 | René Rast Audi RS5 DTM                   | Mattias Ekström Audi RS5 DTM          | Jamie Green Audi RS5 DTM                 |
| 2016 | Marco Wittmann BMW M4 DTM                | Edoardo Mortara Audi RS5 DTM          | Jamie Green Audi RS5 DTM                 |
| 2015 | Pascal Wehrlein DTM AMG Mercedes C-Coupé | Jamie Green Audi RS5 DTM              | Mattias Ekström Audi RS5 DTM             |
| 2014 | Marco Wittmann BMW M4 DTM                | Mattias Ekström Audi RS5 DTM          | Mike Rockenfeller Audi RS5 DTM           |
| 2013 | Mike Rockenfeller Audi RS5 DTM           | Augusto Farfus BMW M3 DTM             | Bruno Spengler BMW M3 DTM                |
| 2012 | Bruno Spengler BMW M3                    | Gary Paffett Mercedes-Benz C-Coupé    | Jamie Green Mercedes-Benz C-Coupé        |
| 2011 | Martin Tomczyk Audi A4                   | Mattias Ekström Audi A4               | Bruno Spengler Mercedes-Benz C-Klasse    |
| 2010 | Paul di Resta Mercedes-Benz C-Klasse     | Gary Paffett Mercedes-Benz C-Klasse   | Bruno Spengler Mercedes-Benz C-Klasse    |
| 2009 | Timo Scheider Audi A4                    | Gary Paffett Mercedes-Benz C-Klasse   | Paul di Resta Mercedes-Benz C-Klasse     |
| 2008 | Timo Scheider Audi A4                    | Paul di Resta Mercedes-Benz C-Klasse  | Mattias Ekström Audi A4                  |
| 2007 | Mattias Ekström Audi A4                  | Bruno Spengler Mercedes-Benz C-Klasse | Martin Tomczyk Audi A4                   |
| 2006 | Bernd Schneider Mercedes-Benz C-Klasse   | Bruno Spengler Mercedes-Benz C-Klasse | Tom Kristensen Audi A4                   |
| 2005 | Gary Paffett Mercedes-Benz C-Klasse      | Mattias Ekström Audi A4               | Tom Kristensen Audi A4                   |
| 2004 | Mattias Ekström Audi A4                  | Gary Paffett Mercedes-Benz C-Klasse   | Christijan Albers Mercedes-Benz C-Klasse |
| 2003 | Bernd Schneider Mercedes-Benz CLK        | Christijan Albers Mercedes-Benz CLK   | Marcel Fässler Mercedes-Benz CLK         |
| 2002 | Laurent Aïello Audi TT                   | Bernd Schneider Mercedes-Benz CLK     | Mattias Ekström Audi TT                  |
| 2001 | Bernd Schneider Mercedes-Benz CLK        | Uwe Alzen Mercedes-Benz CLK           | Peter Dumbreck Mercedes-Benz CLK         |
| 2000 | Bernd Schneider Mercedes-Benz CLK        | Manuel Reuter Opel Astra              | Klaus Ludwig Mercedes-Benz CLK           |